# Bilancio IAS/IFRS
Il bilancio IAS/IFRS, in economia aziendale, nel diritto italiano, è l'insieme dei documenti contabili che un'impresa deve redigere periodicamente, secondo i principi contabili internazionali IAS/IFRS, emanati dallo IASB (International Accounting Standards Board) e approvati con regolamento comunitario.
L'applicazione degli IFRS dipende dalle disposizioni applicative, volte a realizzare il coordinamento tra principi contabili internazionali e le norme di redazione di bilancio previste dal codice civile.

## Soggetti obbligati alla stesura del bilancio IAS/IFRS
I soggetti obbligati alla stesura del bilancio IAS/IFRS nel diritto italiano sono:
- Le società quotate;
- Le banche e gli intermediari finanziari soggetti a vigilanza con titoli ammessi alla negoziazione in un mercato regolamentato (gli altri possono optare per i principi contabili nazionali, v. art. 2bis, D.lgs. 28 febbraio 2005, n. 38)[1];
- Le società assicurative quotate e quelle non quotate con riferimento al solo bilancio consolidato;

La stesura del bilancio IAS/IFRS è facoltativa per le imprese sottostanti alle società obbligate e le società emittenti strumenti finanziari diffusi.

## Chi redige il bilancio
Nelle società obbligate alla redazione del bilancio secondo i principi contabili internazionali, il bilancio e gli altri documenti contabili sono redatti da un dirigente contabile.
Il dirigente contabile, insieme agli amministratori delegati, si assicura, con apposita relazione allegata al bilancio di esercizio, dell'adeguatezza, della corrispondenza e dell'idoneità dei documenti al fine di fornire una rappresentazione veritiera e corretta della situazione patrimoniale, economica e finanziaria dell'impresa.

## Principi contabili internazionali
Il bilancio d'esercizio redatto secondo i principi contabili internazionali presenta delle differenze rispetto allo stesso documento steso secondo i principi contabili nazionali.
Tali diversità emergono per dare la possibilità ai soggetti utilizzatori, coloro che intendono investire nell'impresa con titoli di capitale e di debito, di valutare la redditività prospettica dell'investimento e il suo grado di rischio, cioè la probabilità che l'investitore ha di ottenere il rimborso del capitale investito.
La redditività e il grado di rischio del capitale investito dipendono principalmente dall'utile o dalla perdita che l'impresa è in grado di produrre in futuro.
Per questo motivo i principi contabili internazionali applicano il criterio del valore corrente, dove sono compresi anche ricavi e proventi non effettivamente realizzati ma che con molta probabilità si realizzeranno in futuro.

### Fair Value
Il fair value o criterio del valore condizionato, evidenzia il risultato di conto economico potenzialmente prodotto dalla gestione aziendale.
Il passaggio dal costo storico al fair value riduce l'attendibilità degli importi inseriti in bilancio ma ne accresce la rilevanza.
Infatti, il fair value rende gli importi meno certi ma fornisce un'informazione più rilevante perché esprime il valore corrente di mercato.
Tuttavia, siccome i prezzi di mercato subiscono continue oscillazioni, si possono registrare risultati economici altalenanti che possono destabilizzare le decisioni degli investitori.
Le oscillazioni da fair value possono incidere nel Prospetto di conto economico,tra i costi o i ricavi e nel Prospetto della situazione patrimoniale-finanziaria attraverso l'iscrizione delle variazioni dei prezzi correnti nella riserva da rivalutazione (voce del patrimonio netto).
| Costo storico | Fair value |
| --- | --- |
| Si riferisce sempre a valori effettivi, realizzati in passato. È quindi un valore oggettivo e facilmente verificabile            | Si riferisce a valori correnti non realizzati in quanto si determina basandosi sul prezzo di mercato. È un valore soggettivo, in quanto frutto di stime e congetture |
| È coerente con il principio della prudenza e salvaguardia l'integrità del patrimonio aziendale a vantaggio dei creditori sociali | Si ricavano valori effettivi alla data di redazione |
| È di semplice applicazione | Richiede ogni volta il ricorso a valutazioni extracontabili |
| Tende a stabilizzare i risultati economici                                                                                       | Può produrre differenze nei risultati d'esercizio |

## Composizione del bilancio
Il Bilancio IAS/IFRS deve essere obbligatoriamente composto dai seguenti documenti:
1. Il Prospetto della situazione finanziaria-patrimoniale (Stato Patrimoniale);
2. Il Prospetto di conto economico complessivo (Conto Economico);
3. Il Prospetto delle variazioni di patrimonio netto;
4. Il Rendiconto finanziario, documento utilizzato per fornire agli utilizzatori del bilancio le informazioni sui flussi monetari verificatesi durante l'esercizio;
5. Le Note che hanno la funzione di aggiungere e precisare informazioni ricavabili dai prospetti di bilancio (Prospetto della situazione finanziaria-patrimoniale e Prospetto di conto economico complessivo).

### Prospetto della situazione finanziaria-patrimoniale
Il prospetto della situazione finanziaria-patrimoniale è il documento che rappresenta la situazione patrimoniale-finanziaria dell'impresa.
Esso è composto da diversi elementi, che rappresentano le grandezze contenute nel documento.
Questi elementi sono:
- Le attività
- Le passività
- Il patrimonio netto

#### Attività
Le attività sono considerate le risorse che concorrono al conseguimento dei risultati economici futuri. Le attività compaiono nel prospetto solo se avverrà l'effettivo raggiungimento dei risultati e se l'attività ha un costo o un valore che può essere determinato in maniera attendibile.

#### Passività
Le passività sono composte da obbligazioni ottenute da eventi passati la cui estinzione darà luogo a uscite di denaro che incorporano i benefici economici.
Le passività compaiono nel prospetto solo se è probabile che l'uscita di denaro si realizzi effettivamente e se l'ammontare del pagamento può essere quantificato in maniera attendibile.

##### Attività e passività correnti e non correnti
Lo IAS1 prevede, salvo eccezioni, che gli elementi dell'attivo e del passivo siano divisi in correnti e non correnti.
Le attività correnti sono quelle destinate alla vendita o al consumo nel corso del normale ciclo operativo oppure entro dodici mesi dalla data di chiusura bilancio.
Sono attività non correnti gli elementi destinati a perdurare nel tempo.
Le passività correnti sono quelle scadenti entro il normale ciclo operativo oppure entro dodici mesi dalla data di bilancio; i debiti commerciali devono essere sempre considerati come passività correnti anche se la loro estinzione avverrà oltre il normale ciclo operativo oppure oltre dodici mesi dalla data di bilancio.
Le passività non correnti sono quelle scadenti oltre il normale ciclo operativo o oltre dodici mesi dalla data di bilancio.

#### Attività destinate alla dismissione o alla vendita
Le attività destinate alla dismissione o alla vendita sono rappresentate da elementi che saranno venduti o dismessi entro l'esercizio successivo.
I principi contabili internazionali prevedono che le attività che soddisfano i criteri per essere classificate come possedute per la vendita o per la dismissione, siano valutate al minore tra valore contabile e fair value al netto dei costi di vendita.
Quando tali attività vengono considerate disponibili per la vendita o per la dismissione, l'ammortamento su di esse non viene più calcolato.

#### Attività e passività finanziarie
Gli IAS/IFRS suddividono le attività finanziarie in quattro categorie:
- attività finanziarie detenute a scopo di negoziazione, cioè strumenti acquistati o detenuti al fine di rivenderli nel breve periodo;
- attività finanziarie detenute fino a scadenza, ovvero, investimenti con scadenza fissa che l'impresa detiene fino a scadenza;
- attività finanziarie originate dall'impresa, ad esempio crediti di fornitura o commerciali, depositi bancari o postali.
- attività finanziarie disponibili per la vendita, ovvero, tutte le attività che non rientrano nelle categorie precedenti.

Le passività finanziarie, invece, si dividono in due categorie:
- Passività finanziarie detenute a scopo di negoziazione;
- Passività finanziarie originate dall'impresa.

|                                                                   | Valutazione iniziale                                | valutazione successive | Iscrizioni delle variazioni fair value   |
| ----------------------------------------------------------------- | --------------------------------------------------- | ---------------------- | ---------------------------------------- |
| Attività e passività finanziarie detenute a scopo di negoziazione | Fair value (senza includere i costi di transazione) | Fair value             | Prospetto di conto economico complessivo |
| Attività finanziarie disponibili per la vendita                   | Fair value (inclusi i costi di transazione)         | Fair value             | Patrimonio netto                         |
| Attività e passività finanziarie originate dall'impresa           | Fair value (inclusi i costi di transazione)         | Costo ammortizzato     |                                          |
| Attività finanziarie detenute fino a scadenza                     | Fair value (inclusi i costi di transazione)         | Costo ammortizzato     |                                          |

#### Perdite di valore
Le attività non possono essere iscritte nel bilancio a un valore superiore al valore recuperabile.
Il valore recuperabile di un'attività è il maggiore tra il suo fair value, dedotti i costi di vendita, e il suo valore d'uso. 
Se il valore netto contabile del bene risulta maggiore del suo valore recuperabile, si rileva una perdita di valore.
Tutte le attività, escluse le rimanenze, le attività finanziarie, gli investimenti immobiliari e le attività fiscali, devono essere assoggettate, annualmente, a impairment test per verificare l'esistenza di eventuali perdite di valore e, nel caso queste si verificassero, l'attività deve essere svalutata per riportare il valore contabile a un valore almeno uguale a quello recuperabile.

#### Caso delle attività soggette ad ammortamento
Nel caso di attività soggette ad ammortamento, dopo la rivelazione della perdita di valore, la quota di ammortamento deve essere rettificata negli esercizi successivi, per ripartire lungo la sua restante vita utile il nuovo valore da ammortizzare.
La svalutazione per perdita di valore è imputata al Conto economico.
Se, come previsto dallo IAS 16 e dallo IAS 18, le immobilizzazioni sono iscritte in bilancio al costo rivalutato, in alternativa al criterio del costo, la perdita di valore deve essere contabilizzata in diminuzione della Riserva da rivalutazione.
Se, successivamente, la svalutazione si rivela insussistente, occorre operare una ripresa di valore (rivalutazione) che, analogamente alla svalutazione, transita per il Prospetto di conto economico oppure per la riserva da rivalutazione.

#### Immobilizzazioni
I principi contabili internazionali suddividono le immobilizzazioni in materiali, che rientrano nella definizione di attività immobilizzate, e immateriali, che fanno parte delle attività immateriali.
Le attività immobilizzate rappresentano costi sostenuti e comuni a più esercizi che contribuiscono alla formazione del reddito in più periodi amministrativi.
Le attività immateriali, invece, sono risorse controllate dall'impresa che genereranno benefici economici futuri.

##### Aggregazioni aziendali
I principi contabili internazionali trattano separatamente l'avviamento anche se questo è un'attività immateriale.
Nel caso di acquisto aziendale, le attività, le passività, e le passività potenziali acquisite e identificate sono rilevate al loro valore corrente alla data di acquisizione.
La differenza tra il costo d'acquisto e il valore corrente di tali attività e passività è classificata come avviamento ed è iscritta tra le attività immateriali.
Se si presenta l avviamento negativo è invece rivalutato a Conto economico.
L'ammortamento sull'avviamento non deve essere calcolato; l'avviamento però, viene sottoposto periodicamente a un procedimento di valutazione allo scopo di verificarne eventuali perdite di valore.

##### Altre attività immateriali
Le attività immateriali sono risorse controllate dall'impresa in quanto sono generative di benefici futuri.
Per essere iscritte nell'attivo del Prospetto della situazione patrimoniale-finanziaria, esse devono soddisfare tre condizioni:
- l'attività deve essere identificabile, cioè deve essere separabile dal resto dei beni posseduti dall'impresa;
- l'attività deve generare benefici economici valutabili in maniera attendibile;
- l'attività deve essere controllata dall'impresa, nel senso che l'attività deve poter godere dei benefici che essa produrrà.

Quindi, in relazione a queste regole, possono essere iscritti nel Prospetto della situazione patrimoniale-finanziaria soltanto i beni immateriali, mentre devono essere imputati al Prospetto di Conto economico complessivo gli oneri pluriennali per i quali non è possibile stimare i benefici economici che essi genereranno in futuro.

###### Oneri pluriennali
Per quanto riguarda gli oneri pluriennali, gli IAS/IFRS dispongono che debbano essere imputati integralmente all'esercizio in cui sono sostenuti poiché il loro sostenimento non dà garanzia di benefici economici futuri.

###### Costi di sviluppo
Per quanto riguarda i costi di sviluppo, gli IAS/IFRS prevedono che possono essere iscritti nel Prospetto della situazione patrimoniale-finanziaria se genereranno benefici futuri.
Per l'iscrizione devono rispettare alcuni requisiti specifici, tra cui: fattibilità tecnica e possesso di adeguate risorse tecniche e finanziarie per il completamento dell'asset; intenzione di completarlo; abilità di usarlo o venderlo; ottenimento di futuri benefici economici; misurazione attendibile dei costi sostenuti. 
I costi di ricerca e di sviluppo acquisiti per mezzo di un'aggregazione aziendale possano essere patrimonializzati in quanto considerati nella determinazione del corrispettivo.

###### Criteri di valutazione
Dopo l'iscrizione iniziale, per le attività immobilizzate gli IAS/IFRS prevedono, in alternativa al criterio del costo, il criterio del costo rivalutato.
Il criterio del costo permette di iscrivere un'attività al momento della sua acquisizione in base all'importo monetario sostenuto per la sua acquisizione;
In origine esso coincide con il fair value.
Eseguendo il primo criterio (criterio del costo), sul costo storico si deve effettuare l'ammortamento, prendendo così in considerazione soltanto la perdita di valore conseguente alla senescenza e all'obsolescenza.
Eseguendo il secondo criterioo (criterio del costo rivalutato) si basa sul presupposto che le valutazioni di bilancio devono riflettere il valore di scambio del bene, così da farlo coincidere con il fair value; questo comporta che i valori ai quali gli elementi patrimoniali sono originariamente iscritti siano regolarmente rivalutati/svalutati per rappresentare i prezzi correnti.

#### Ratei e risconti
Secondo lo IAS 1 i ratei e i risconti non vengono registrati in una sezione separata del Prospetto della situazione finanziaria-patrimoniale ma in adatte voci di credito oppure di debito in relazione alla loro natura.
I ratei sono portati in aumento di opportune voci di credito oppure di debito laddove è possibile, altrimenti sono iscritti tra le attività/passività.
Secondo gli IAS/IFRS gli aggi e i disaggi devono essere imputati alle obbligazioni emesse (aggi di emissione), oppure essere portati in riduzione delle passività (disaggi di emissione).

#### Conti d'ordine
Per i principi contabili internazionali i conti d'ordine non sono presenti nel Prospetto della situazione patrimoniale-finanziaria ma nelle Note. Con il Dlgs 139/2015 la normativa nazionale si è adeguata ai principi contabili internazionali.

#### Patrimonio netto
Il patrimonio netto è una posta residuale, che si ottiene sottraendo dalle attività le passività.
Le voci principali sono costituite dal capitale sociale, dalle riserve e dagli utili (perdite) dell'esercizio.
Per distinguere se un elemento fa parte delle passività o delle componenti del patrimonio netto si deve tener conto della sostanza economica e non della forma legale dell'operazione.
La regola generale è l'inesistenza per l'emittente dell'obbligo di effettuare pagamenti futuri, sia per quanto riguarda il rimborso del capitale, sia per quanto riguarda la remunerazione.
Esistono anche strumenti finanziari ibridi, che possono essere considerati sia passività finanziarie, sia titoli rappresentativi del capitale sociale; se si presentano queste situazioni, i principi contabili internazionali prevedono che le due differenti componenti siano indicate separatamente.
Per quanto riguarda le azioni proprie, gli IAS/IFRS prevedono che siano portate in diminuzione del patrimonio netto; questo vale anche per i costi per le operazioni sul capitale sociale.
| Attività | esercizio n | esercizio n-1 | Patrimonio netto e passività | esercizio n | esercizio n-1 |
| --- | ----------- | ------------- | --- | ----------- | ------------- |
| Attività non correnti Immobili, impianti e macchinari Avviamento Altre attività immateriali Partecipazioni in società collegate Attività finanziarie disponibili per la vendita Imposte differite attive |             |               | Patrimonio netto Capitale sociale Utili (perdite) portati a nuovo Altre componenti di patrimonio netto Utile (perdita) d'esercizio                                   |             |               |
| Totale attività non correnti |             |               | Totale patrimonio netto |             |               |
| Attività correnti Rimanenze Crediti commerciali Altre attività correnti Disponibilità liquide e mezzi equivalenti                                                                                        |             |               | Passività non correnti Finanziamenti a lungo termine Imposte differite passive Debiti a lungo termine                                                                |             |               |
| Totale attività correnti |             |               | Totale passività non correnti |             |               |
| Attività non correnti classificate come possedute per la vendita |             |               | Passività correnti Debiti commerciali e diversi Finanziamenti a breve termine Quota corrente di finanziamenti a lungo termine Imposte correnti Fondi a breve termine |             |               |
| TOTALE ATTIVITÀ |             |               | Totale passività correnti |             |               |
| |             |               | Passività relative alle attività non correnti classificate come possedute per la vendita                                                                             |             |               |
| |             |               | TOTALE PATRIMONIO NETTO E PASSIVITÀ |             |               |

### Prospetto di conto economico complessivo
La funzione principale del prospetto di conto economico complessivo è quella di dimostrare il risultato economico conseguito alla fine dell'esercizio.
Riguardo al prospetto di conto economico, i principi internazionali indicano soltanto il contenuto minimo di informazioni da inserire; inoltre, deve essere redatto in forma scalare.
I costi e i ricavi possono essere classificati per natura o per destinazione, in relazione all'area gestionale di appartenenza.
Non è prevista un'area della gestione straordinaria, in quanto non è prevista la destinazione dei componenti del reddito in ordinari e straordinari;
le operazioni inusuali e quelle che non ricorrono frequentemente, se significative, devono però essere esposte separatamente.
Il conto economico può essere redatto in due modi:
1. due prospetti distinti: dove il primo prospetto mostra le componenti dell'utile (perdita) d'esercizio, Prospetto di conto economico separato, mentre il secondo prospetto inizia dall'utile (perdita) d'esercizio ed evidenzia le voci del prospetto delle altre componenti di conto economico complessivo.
2. un unico prospetto di conto economico complessivo che unisce il conto economico separato e le altre componenti.

Gli utili (perdite) derivanti da variazioni nel fair value costituiscono nella terminologia IAS/IFRS "altre componenti" e comprendono le rivalutazioni e le svalutazioni (incluse le rettifiche da riclassificazione), che non sono imputate al conto economico ma che sono direttamente imputate alla specifica riserva di patrimonio netto.
Se invece l'impresa predispone un solo prospetto, il Prospetto di conto economico complessivo deve evidenziare tutti i componenti del reddito, inserendo in un unico documento il Prospetto di conto economico separato e il Prospetto di conto economico complessivo.

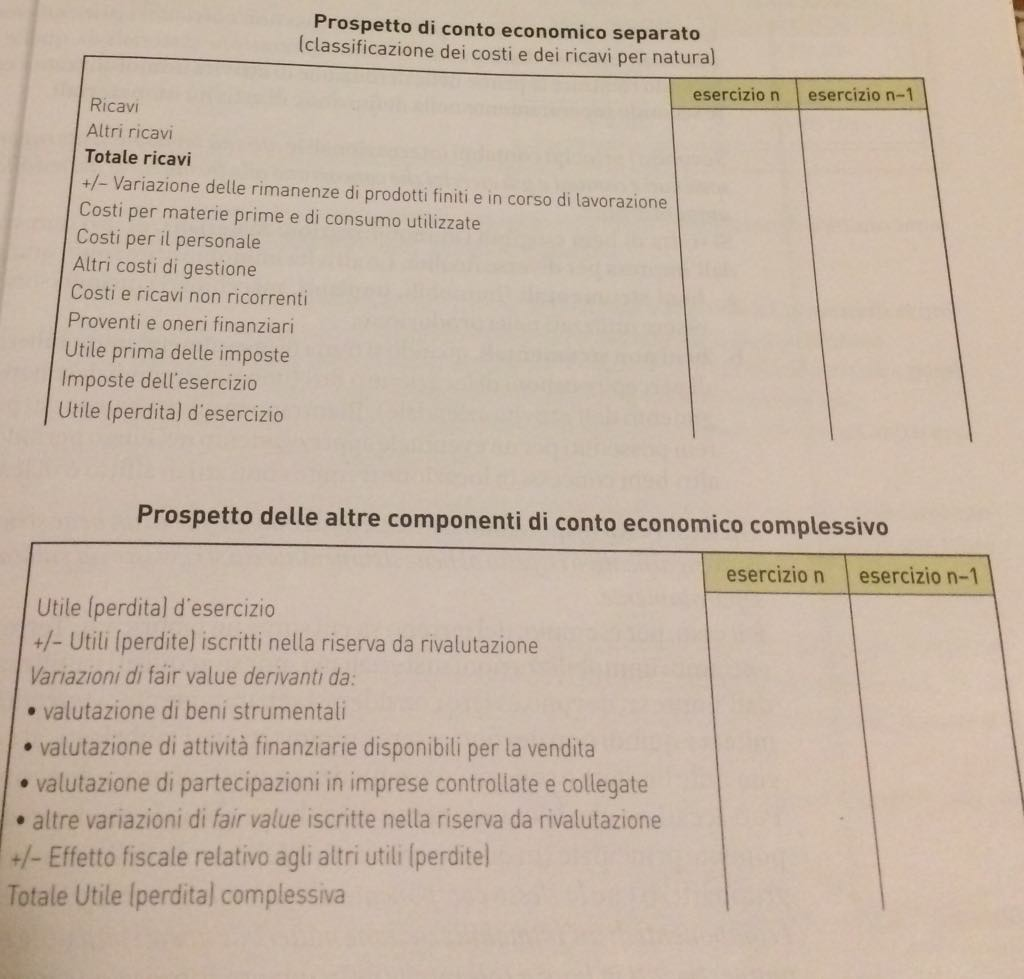
Prospetto di conto economico di bilancio redatto secondo i principi contabili internazionali IAS/IFRS

| | esercizio n | esercizio n-1 |
| --- | ----------- | ------------- |
| Ricavi Altri ricavi Totale ricavi +/- Variazione delle rimanenze di prodotti finiti e in corso di lavorazione Costi per materie prime e di consumo utilizzate Costi per il personale Altri costi di gestione Costi e ricavi non ricorrenti Proventi e oneri finanziari Utile prime delle imposte Imposte dell'esercizio Utile (perdita) dell'esercizio |             |               |

| | esercizio n | esercizio n-1 |
| --- | ----------- | ------------- |
| Utile (perdita) d'esercizio +/- Utili (perdite) iscritti nella riserva da rivalutazione Variazioni di fair value derivanti da: * valutazione di beni strumentali * valutazione di attività finanziarie disponibili per la vendita * valutazione di partecipazioni in imprese controllate e collegate * altre variazioni di fair value iscritte nella riserva da rivalutazione +/- Effetto fiscale relativo agli altri utili (perdite) Totale Utile (perdita) complessiva |             |               |

## Relazione degli amministratori
Gli IAS/IFRS prevedono che l'impresa presenti insieme al bilancio una relazione degli amministratori che mostri gli aspetti principali del risultato economico e la situazione finanziaria dell'impresa.
Nello specifico la relazione deve esporre:
- le fonti di finanziamento, le politiche di sviluppo e le politiche di gestione del rischio, i punti di forza e le risorse dell'impresa, nonché i fattori che hanno contribuito a realizzare il risultato d'esercizio;
- l'analisi degli aspetti sociali necessari per conoscere l'andamento del contesto ambientale nel quale opera.

## Finalità del bilancio d'esercizio redatto secondo i principi contabili internazionali
La finalità del bilancio d'esercizio redatto secondo i principi contabili internazionali è quella di fornire agli utilizzatori del bilancio informazioni fedeli sulla posizione finanziaria-economica e dei flussi di disponibilità liquide dell'impresa, al fine di permettere decisioni di carattere economico. Ha quindi l'obiettivo di misurare la performance finanziaria dell'azienda, strumentale a valutazioni di tipo economico.